# Walternienburg
Walternienburg ist ein Ortsteil der gleichnamigen Ortschaft der Stadt Zerbst/Anhalt im Landkreis Anhalt-Bitterfeld in Sachsen-Anhalt, (Deutschland).

## Geografie

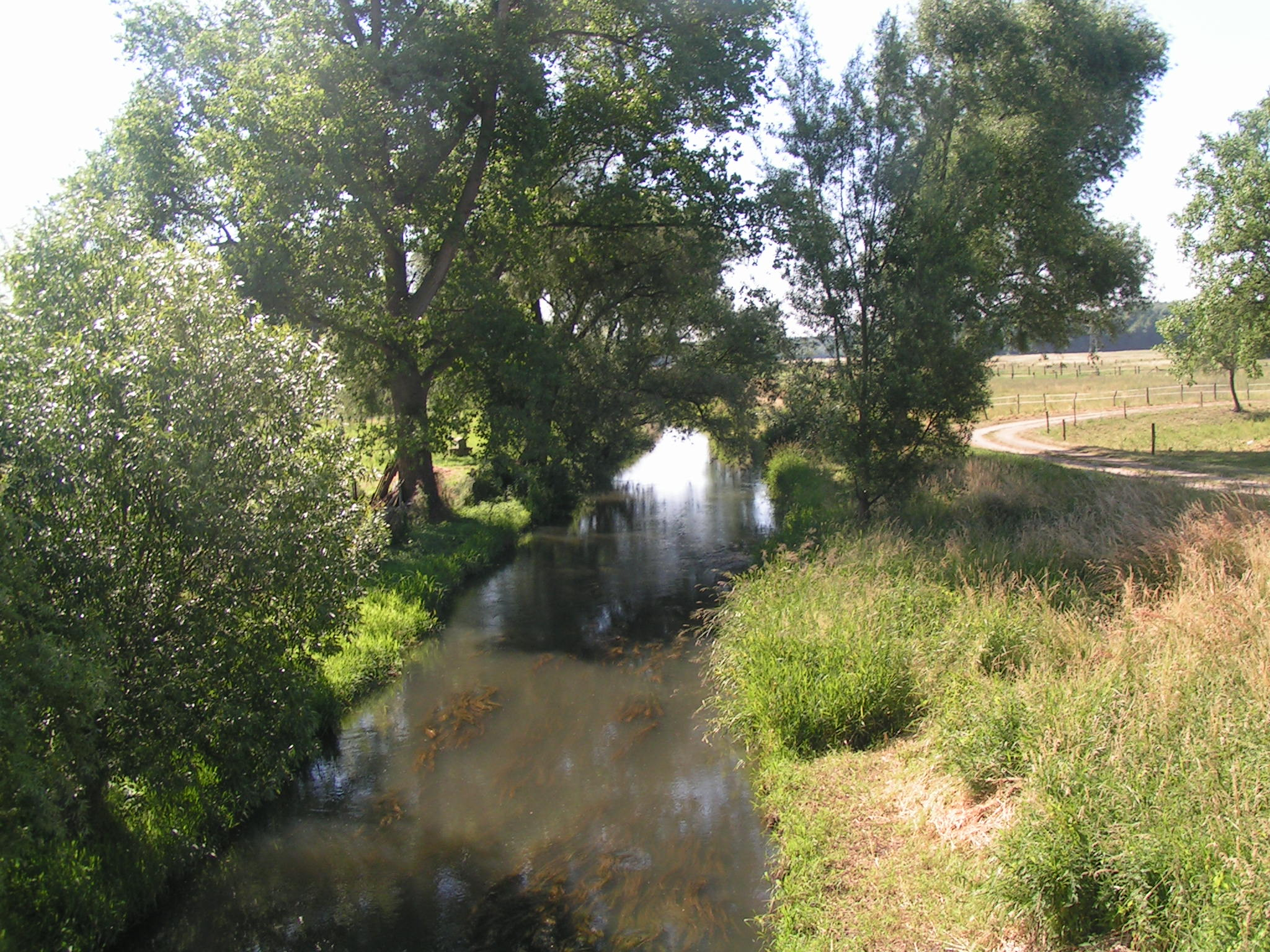
Nuthe

Walternienburg zwischen Zerbst/Anhalt und Barby liegt an der Nuthe, die nahe dem Ort in die Elbe mündet. Teile des Gemeindegebietes gehören zum Biosphärenreservat Flusslandschaft Mittlere Elbe.
Die Ortschaft Walternienburg bildet sich durch die Ortsteile Ronney (6 Einwohner) und Walternienburg (439 Einwohner), sowie dem Wohnplatz Poleymühle.

## Geschichte
Der Ort ist namengebend für die Walternienburger Kultur, eine Kultur der Jungsteinzeit.
Am 30. September 1928 wurde der Gutsbezirk Walternienburg mit der Landgemeinde Walternienburg vereinigt.
Am 1. Januar 2010 wurde Walternienburg mit dem zugehörigen Ortsteil Ronney nach Zerbst/Anhalt eingemeindet.

## Politik

### Ortschaftsrat
Als Ortschaft der Stadt Zerbst/Anhalt übernimmt ein so genannter Ortschaftsrat die Wahrnehmung der speziellen Interessen des Ortes innerhalb bzw. gegenüber den Stadtgremien. Er wird aus neun Mitgliedern gebildet.

### Bürgermeister
Der letzte Bürgermeister der Gemeinde Walternienburg war Heinz Reifarth.
Als weiteres ortsgebundenes Organ fungiert der Ortsbürgermeister, dieses Amt wird zurzeit von Jörg Hausmann wahrgenommen.

### Wappen
| | Blasonierung: „Gespalten durch Wellenschnitt Gold über Blau; vorn ein blauer Wellenpfahl, hinten ein dreistufiger goldener Turm mit schwarzen Dächern, goldener Kugel und schwarzer Wetterfahne.“ |
| Wappenbegründung: Die Farben des Ortes sind Blau - Gelb (Gold). Die Schildspaltung durch Wellenschnitt symbolisiert die Nähe des Dorfes zum Elbstrom, der blaue Wellenpfahl stellt die Nuthe dar, über der sich als ortsspezifisch der 1000-jährige Turm der ehemaligen Burg als weithin sichtbares Wahrzeichen des Ortes erhebt. Die Farbe Blau symbolisiert das Wasser (Elbe und Nuthe), das Metall Gold das Korn als Hinweis auf den ländlichen Charakter Walternienburgs. Das Wappen wurde von der Heraldikerin Erika Fiedler aus Magdeburg gestaltet, am 2. Juni 1995 durch das Regierungspräsidium Dessau genehmigt und im Landesarchiv Sachsen-Anhalt unter der Wappenrollennummer 38/1995 registriert. | |

### Flagge
Die Flagge wurde am 30. August 1995 durch das Regierungspräsidium Dessau genehmigt.
Die Flagge ist blau - gelb (1:1) längsgestreift und das Wappen ist mittig auf die Flagge aufgelegt.

## Infrastruktur

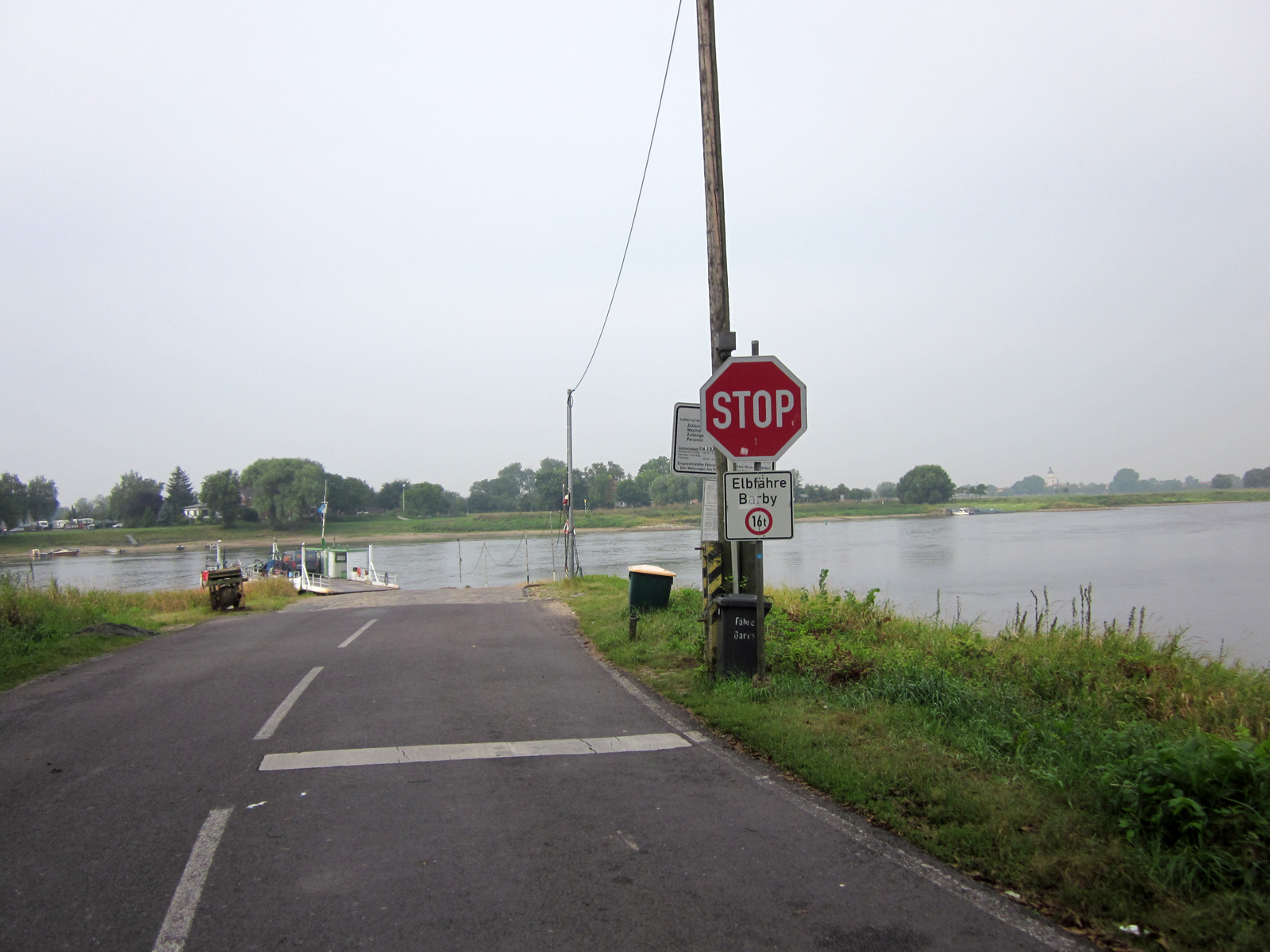
Elbfähre Ronney - Barby

Von Schora an der Bundesstraße 184 zweigt eine Straßenverbindung über Güterglück und Walternienburg zur Gierseilfähre in Ronney über die Elbe nach Barby ab. Weitere Straßenverbindungen bestehen nach Zerbst und nach Leitzkau. Im Nachbarort Güterglück bestehen Bahnanschlüsse nach Magdeburg und Dessau-Roßlau.
Walternienburg ist Grundschulstandort (auch für die Orte Gehrden, Gödnitz, Güterglück, Hohenlepte, Moritz und Nutha).

## Religion
Die evangelischen Christen der Kirchengemeinde Walternienburg mit der Kirche St. Bartholomäus (mit Orgel) gehören zum Pfarramtsbereich Leitzkau im evangelischen Kirchenkreis Elbe-Fläming der der Evangelischen Kirche in Mitteldeutschland.

## Belege
1. 1 2 3  Ortschaft Güterglück. Abgerufen am 29. Januar 2025.
2. ↑  Regierungsbezirk Magdeburg (Hrsg.): Amtsblatt der Regierung zu Magdeburg. 1928, ZDB-ID 3766-7, S. 203.
3. ↑  StBA: Gebietsänderungen vom 1. Januar bis 31. Dezember 2010